# Brajan Chlebowski
Brajan Bartłomiej Chlebowski (ur. 3 września 1998 w Łodzi, zm. 8 lutego 2005 tamże) – polski sześciolatek, który zginął w pożarze kamienicy w Łodzi, zdążywszy przedtem zadzwonić po straż pożarną – uratowani z pożaru zostali dzięki temu jego 36-letni wówczas ojciec i kilkudziesięcioro mieszkańców kamienicy. Matka chłopca była w tym czasie w pracy. Brajan uległ zatruciu tlenkiem węgla. W pogrzebie chłopca uczestniczyły władze miasta, członkowie rodziny, a także uratowani mieszkańcy kamienicy.
Ówczesny Prezydent Rzeczypospolitej Polskiej Aleksander Kwaśniewski odznaczył go pośmiertnie medalem Za Ofiarność i Odwagę. Brajan jest najmłodszą osobą odznaczoną tym medalem.
Został pochowany na Cmentarzu Wszystkich Świętych na Olechowie w Łodzi.

## Upamiętnienie
Imieniem Brajana Chlebowskiego został nazwany plac zabaw w znajdujący się w Miejskim Ogrodzie Zoologicznym w Łodzi. Jego imię nosi także Młodzieżowa Drużyna Pożarnicza w Witkowie. Na budynku Miejskiego Przedszkola nr 99 w Łodzi (ul. Sienkiewicza 108) odsłonięto tablicę upamiętniającą Brajana Chlebowskiego.

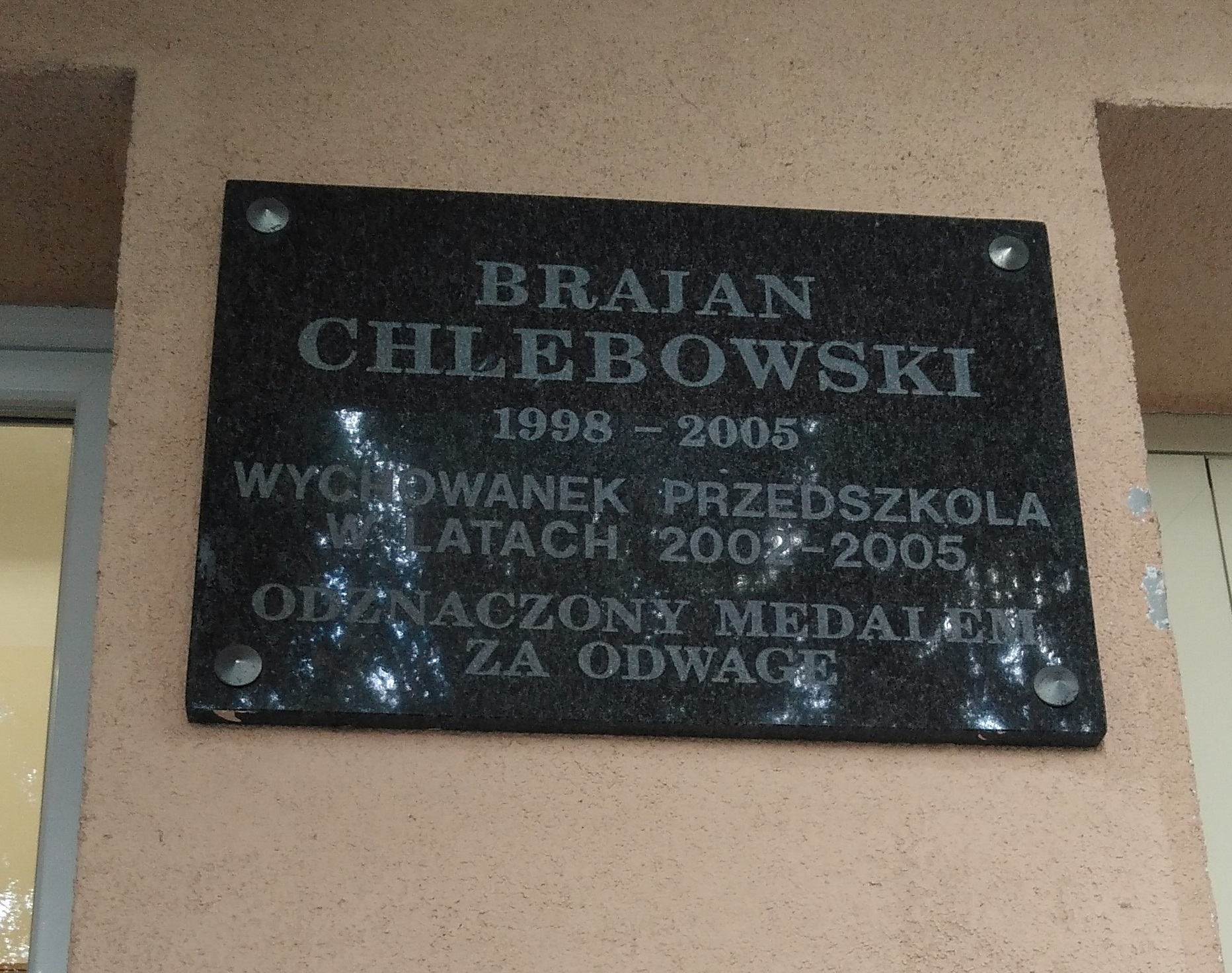
Tablica w Łodzi (ul. Sienkiewicza 108) upamiętniająca Brajana Chlebowskiego.

### Nagroda im. Brajana Chlebowskiego
Po śmierci chłopca jego rodzice zgodzili się na pobranie jego narządów do przeszczepów. W roku 2006 Stowarzyszenie „Życie po przeszczepie” ustanowiło nagrodę im. Brajana Chlebowskiego, przyznawaną ludziom szczególnie zasłużonym przy przełamywaniu barier społecznych wobec przekazywania narządów do transplantacji. Pomysłodawcą ustanowienia nagrody był wiceprezes Stowarzyszenia Robert Kęder. Nagrody wręczane są co roku w styczniu (w rocznicę pierwszego w Polsce przeszczepu nerki), a pierwszymi laureatami zostali 27 stycznia 2006 m.in. prof. Tadeusz Orłowski (za pionierski, udany przeszczep nerki w 1966) i prof. Stanisław Zieliński (za pionierskie przeszczepy wątroby w 1987).